# سرگی گئورگیف
سرگی گئورگیف (انگلیسی: Sergey Georgiev؛ زادهٔ ۱۵ مهٔ ۱۹۹۲) بازیکن فوتبال اهل بلغارستان است.